# قلعه سنت المو (مالت)
قلعه سنت المو (مالتی: Forti Sant'Iermu) قلعه ای واقع در شهر والتا می‌باشد. دلیل عمده شهرت این قلعه محاصره بزرگ مالت در ۱۵۶۵ می‌باشد.